# Хата на Пріорці
Хата на Пріорці — відділення Музею Тараса Шевченка. Перебуваючи востаннє у Києві в серпні 1859 року перед своїм від'їздом до Петербурга, Тарас Шевченко прожив у цій хаті два тижні.

## Хата наПріорціі Тарас Шевченко

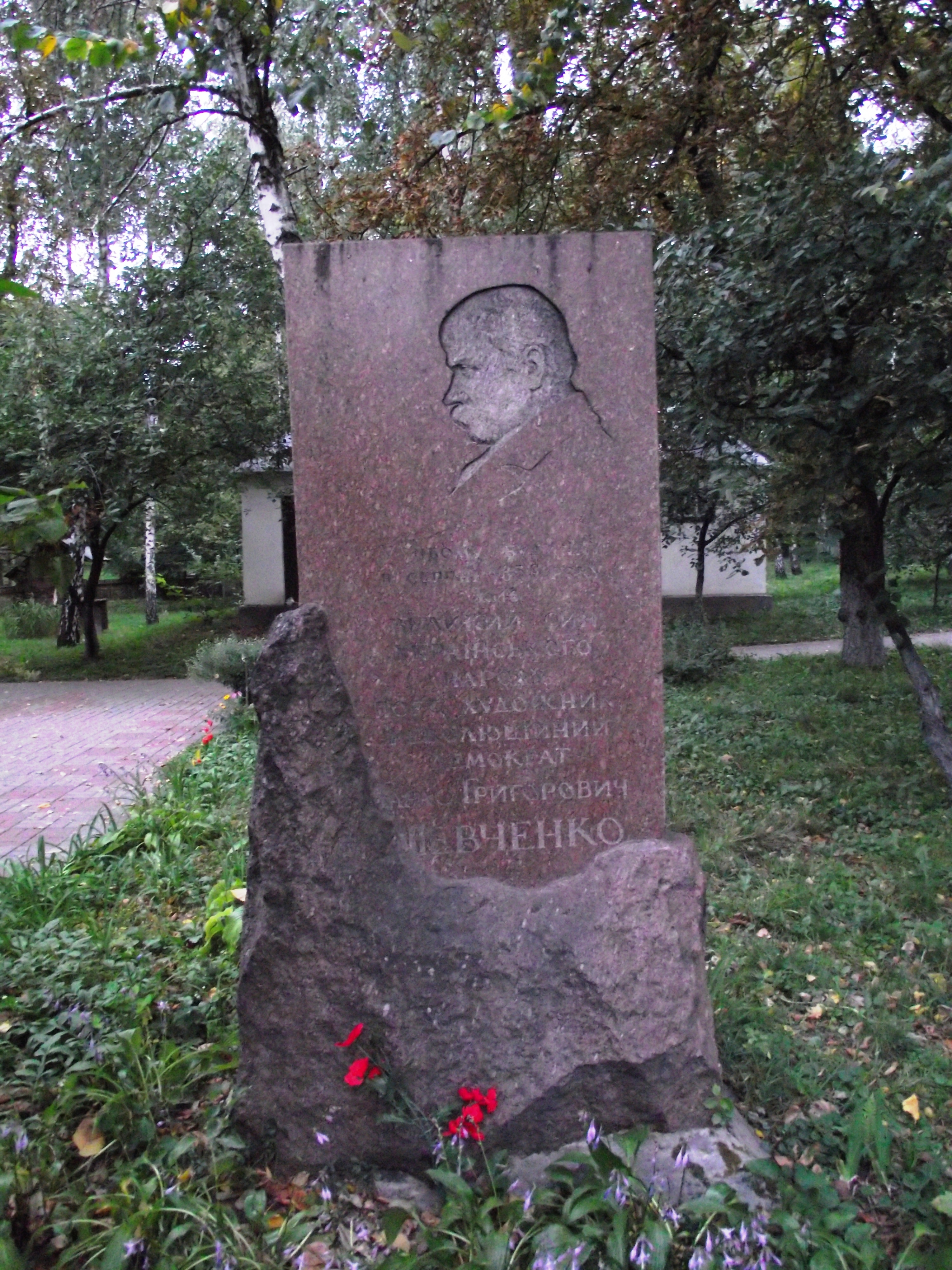

Востаннє перебуваючи у Києві, Тарас Григорович Шевченко побажав зупинитися на околиці міста. З центру пройшов пішки весь Поділ, доки не опинився на Пріорці. Далі Шевченко згадує:

| «Йшов та йшов — бачу хатина стоїть, не то панська, не то мужича, біла-біла, наче сметана, та ще й садочком обросла, а на дворі розвішані дитячі сороченята та й рукавчатами махають, ніби кличуть мене до себе…» |
Тут поет і зупинився. Усе життя господиня цієї оселі Варвара Пашковська пишалася тим, що у неї квартирував сам Тарас Шевченко. Два тижні Шевченко насолоджувався привітністю місцевих жителів, навколишнім садом, українською піснею, пріорчанською дітворою. А влаштоване дивакуватим квартирантом свято ласощів для своїх маленьких друзів увійшло до найсвітліших місцевих легенд. Кобзаря на Пріорці звали просто — «дядько Тарас». Останній київський притулок Шевченка став для нього розрадою та справжньою домівкою, а прості люди, з якими він встиг заприятелювати — сім'єю. Звідси поет ходив пішки до свого друга художника Івана Сошенка, який мешкав у будинку на Великій Житомирській. Після від'їзду Шевченка до Петербурга хату Варвари Пашковської стали називати «Тарасовою».
Донедавна хата під стріхою, у якій жив Тарас Шевченко, ще стояла, відживаючи свій вік. Біля неї стояла меморіальна плита з барельєфом та написом, що збереглась і донині. На місці хати був споруджений нині існуючий будинок, де 1989 року відкрита експозиція меморіального будинку-музею Т. Г. Шевченка.

## Робота музею та експозиція
Екскурсійний спектр музею пропонує заглибитися в наступні теми:
- Шевченко в Києві
- Шевченко на Пріорці
- Третя подорож в Україну
- Історія київських околиць Куренівки і Пріорки часів Тараса Шевченка
- Пішохідна екскурсія територією парку: від Тарасового дуба, якому вже 400 років, до дачі «Кинь-Ґрусть», що згадується у Шевченкових творах
- Екологічна екскурсія територією парку.

Екскурсії проводяться українською та іноземними мовами.
Окрім того, наукові працівники проводять спеціально розроблені екскурсії для відвідувачів з вадами зору.
У «Хаті на Пріорці» проводять виставки дитячих малюнків на шевченківську тематику, виставки різдвяних та великодніх листівок, персональні виставки талановитих дітей, присвячені Кобзареві. Щороку музей також проводить дитячий конкурс на найкраще читання поезій Тараса Шевченка.
«Хата на Пріорці» часто збирає літніх людей на вечори «Шевченко в моєму житті».
У музеї Шевченківськими днями, 9 та 10 березня і 22 травня, поезією, піснями та виступами вшановують Кобзаря. 10 березня, дня смерті Тараса Шевченка, у музеї правиться панахида та робиться поминальний обід.
Від 1960-х років висловлювалися сумніви в можливості Шевченкового проживання на Пріорці. Порівняно недавно науковці довели, що спогади С. Крапивіної, на які спирається версія про перебування поета на Пріорці, великою мірою фальсифікат і що суто хронологічно він не міг там мешкати впродовж двох тижнів.